# Казе Марацато (Падова)
Казе Марацато је насеље у Италији у округу Падова, региону Венето.
Према процени из 2011. у насељу је живело 28 становника. Насеље се налази на надморској висини од 17 м.